# Аметистовогорлий колібрі
Аметистовогорлий колі́брі (Eulampis) — рід серпокрильцеподібних птахів родини колібрієвих (Trochilidae). Представники цього роду мешкають на Карибах.

## Види
Виділяють два види:
- Колібрі карибський (Eulampis holosericeus)
- Колібрі аметистовогорлий (Eulampis jugularis)

## Етимологія
Наукова назва роду Eulampis походить від слова дав.-гр. ευ — яскраво сяючий (від сполучення слів дав.-гр. ευ — добрий і λαμπης — сонце).